# 托特奇涅
49°53′30″N 33°9′52″E / 49.89167°N 33.16444°E
托特奇涅（烏克蘭語：Тотчине），是烏克蘭的村落，位於該國中部波爾塔瓦州，由盧布尼區負責管轄，處於克列韋利夫卡和申基夫希納之間，海拔高度132米，2001年人口36。